# Девід Калагам
Девід Еліас Калагам (англ. David Elias Callaham; нар. 24 жовтня 1977) — американський кіносценарист.

## Особисте життя
Калагам народився 24 жовтня 1977 року у місті Фресно, штат Каліфорнія. Вивчав англійську мову в Мічиганському університеті і закінчив у 1999 році. Одружений з Брі Тічі (з 2009 року). Калагам має коричневий пояс з джиу-джитсу.

## Фільмографія

### Художні фільми
| Рік  | Фільм                             | Роль                 | Примітки                                            |
| ---- | --------------------------------- | -------------------- | --------------------------------------------------- |
| 2005 | Doom                              | сценарист            | у співавторстві із Веслі Стріком                    |
| 2009 | Вершники                          | автор ідеї           |                                                     |
| 2009 | Викривач                          | сценарист            |                                                     |
| 2010 | Нестримні                         | сценарист            | у співавторстві із Сильвестром Сталлоне             |
| 2012 | Нестримні 2                       | автор ідеї           |                                                     |
| 2014 | Годзілла                          | сценарист            |                                                     |
| 2015 | Людина-мураха                     | редагування сценарію | відсутній у титрах                                  |
| 2019 | Вітаємо у Зомбіленді 2            | автор ідеї           | у співавторстві з Реттом Різом & Пол Вернік         |
| 2020 | Диво-жінка 1984                   | сценарист            | у співавторстві з Петті Дженкінс та Джеффом Джонсом |
| 2021 | Смертельна битва                  | сценарист            | у співавторстві з Грегом Руссо                      |
| 2021 | America: The Motion Picture       | автор ідеї, продюсер |                                                     |
| 2021 | Шан-Чі та легенда десяти кілець   | сценарист            |                                                     |
| 2023 | Людина-павук: Крізь Всесвіт       | сценарист            |                                                     |
| 2025 | Людина-павук: По той бік Всесвіту | сценарист            |                                                     |
| Н/Д  | Hercules                          | сценарист            |                                                     |

### Телебачення
| Рік       | Фільм                | Роль                                             |
| --------- | -------------------- | ------------------------------------------------ |
| 2016–2017 | Жан-Клод Ван Джонсон | Виконавчий продюсер, креативний автор, сценарист |